# 26 maj-torget

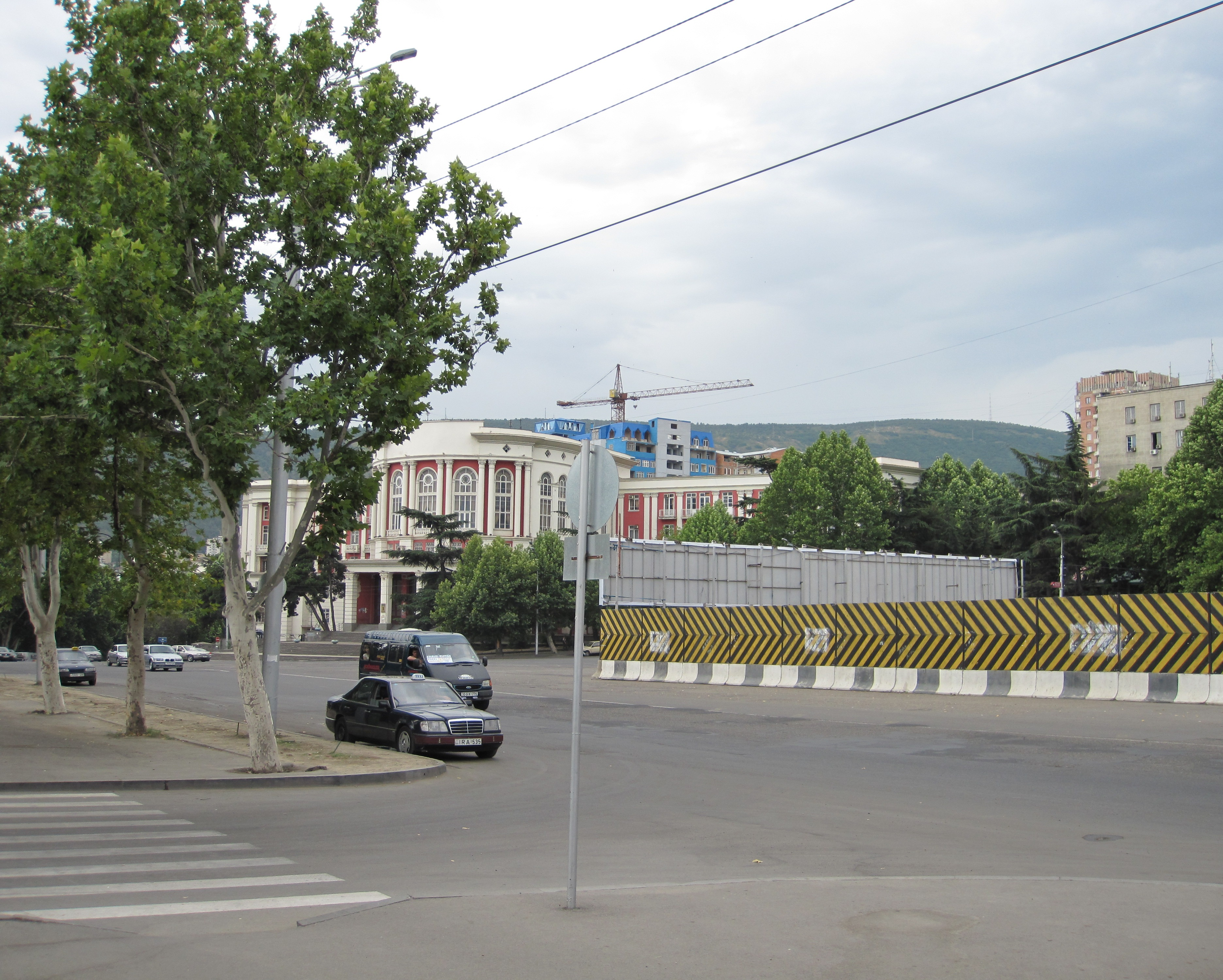
26 maj-torget.

26 maj-torget (georgiska: 26 მაისის მოედანი, 26 maisis moedani) är ett torg i den georgiska huvudstaden Tbilisi. Torget byggdes på 1950-talet som Ordzjonikidzetorget. Efter landets självständighet år 1991 fick torget sitt nuvarande namn efter datumet då Zviad Gamsachurdia valdes till det självständiga Georgiens första president. Ett antal kända byggnader finns i anslutning till torget, däribland Tbilisis tekniska universitet, Tbilisis sportpalats och den berömda byggnaden som tidigare tillhörde kommunikationsministeriet. 

## Kommunikationer
Vid torget finns en tunnelbanestation, Teknikuri Universiteti, som går på Saburtalolinjen i Tbilisis tunnelbana.